# Sauk Rapids Bridge
Die Sauk Rapids Bridge war eine 172 Meter lange, zwölf Meter breite gespannte Bogenbrücke in Stahlfachwerkbauweise, die den Mississippi River überspannte und die Städte St. Cloud und Sauk Rapids im US-Bundesstaat Minnesota verband.
Sie wurde 1942 errichtet und durch das Minnesota Department of Transportation entworfen. Die Brücke hatte drei Felder, die von zwei Pfeilern gestützt wurden. Das Bauwerk, dessen maximale Spannweite etwa 53 Meter betrug, überquerte den Mississippi River etwa 700 Meter unterhalb der Stromschnellen des Sauk Rivers. Der Fluss strömt an dieser Stelle noch schnell und das Wasser ist aufgewühlt.
Durch die Fertigstellung und Inbetriebnahme der Sauk Rapids Regional Bridge am 23. Oktober 2007 wurde die Sauk Rapids Bridge für den Verkehr geschlossen. Im November begann der Abbruch der alten Brücke.
Nach dem Einsturz der Interstate-35W-Mississippi-River-Brücke in Minneapolis am 1. August 2007 hatte der Gouverneur Minnesotas, Tim Pawlenty die Überprüfung der Sauk Rapids Bridge angeordnet. Bei der Brücke, die ein ähnliches Konstruktionsprinzip wie die eingestürzte aufwies, wurden keine Probleme festgestellt.